# Józef Popiel
Józef Maria Popiel (ur. 8 stycznia 1923 w Wójczy, zm. 24 lutego 1995 w Grajowie) – polski profesor nauk przyrodniczych w zakresie rybactwa, ichtiolog, doktor honoris causa Akademii Rolniczej w Szczecinie

## Życiorys
Pochodził z rodziny ziemiańskiej herbu Sulima, był synem Michała, wnukiem Jana – posła na Sejm Krajowy Galicji. Ukończył studia na Uniwersytecie Jagiellońskim (1947), następnie podjął pracę w Morskim Laboratorium Rybackim w Gdyni (późniejszym Morskim Instytucie Rybackim). W 1952 obronił doktorat w Szkole Głównej Gospodarstwa Wiejskiego w Warszawie, w 1958 został docentem. W 1971 otrzymał tytuł profesora nauk przyrodniczych.
Kierował w Morskim Instytucie Rybackim Pracownią Łowisk Dalekomorskich (1954-1957), Pracownią Ryb Pelagicznych (1957-1973), Zakładem Ichtiologii (1973-1983), Zakładem Oceanografii (1983-1990), ponadto wchodził w skład komitetu redakcyjnego wydawnictw Instytutu. W 1961 został kierownikiem Zakładu Łowisk i Zasobów Morza na Wydziale Rybackim Wyższej Szkoły Rolniczej w Olsztynie; kontynuował pracę na tym stanowisku po przeniesieniu wydziału na Akademię Rolniczą w Szczecinie (1966), do 1977.
Na emeryturę przeszedł w 1990. W maju 1992 Senat Akademii Rolniczej w Szczecinie nadał mu tytuł doktora honoris causa.
Działał w wielu towarzystwach i organizacjach naukowych, był m.in. wieloletnim ekspertem Międzynarodowej Rady Badań Morza w Kopenhadze, a w latach 1978–1981 jej wiceprzewodniczącym. Uczestniczył w sesjach naukowych tej Rady, a także w licznych rejsach badawczych (m.in. na Bałtyku, Antarktyce, Oceanie Indyjskim). W 1992 otrzymał doktorat honoris causa Akademii Rolniczej w Szczecinie. Był odznaczony Krzyżem Kawalerskim Orderu Odrodzenia Polski i Krzyżem Oficerskim Orderu Odrodzenia Polski, Złotym Krzyżem Zasługi, złotą odznaką „Zasłużony Pracownik Morza”.
Był uważany za światowy autorytet w dziedzinie biologii śledzi. Ogłosił szereg prac naukowych, wypromował niemal 100 magistrów, 15 doktorów i 5 doktorów habilitowanych, tworząc szczecińską szkołę ichtiologii.